# Бурунди на Олимпийских играх
Бурунди впервые выступила на Олимпийских играх в 1996 году на Играх в Атланте и с тех пор не пропустила ни одной летней Олимпиады. Спортсмены из Бурунди принимали участие в соревнованиях по боксу, дзюдо, лёгкой атлетике и плаванию. Наибольшая по размеру делегация (9 спортсменов) представляла Бурунди на Играх 2016 года. В зимних Олимпийских играх спортсмены Бурунди участия не принимали.
Первую олимпийскую медаль Бурунди принёс легкоатлет Венусте Нийонгабо, ставший чемпионом в соревнованиях в беге на 5000 метров на Играх 1996 года. Следующую медаль бурундийские спортсмены смогли завоевать только в 2016 году, когда серебряным призёром в беге на 800 метров стала Франсина Нийонсаба.
Национальный олимпийский комитет Бурунди был образован в 1990 году и признан МОК в 1993.

## Таблица медалей

### Летние Олимпийские игры
| Игры                | Спортсменов                                    | Золото                                         | Серебро                                        | Бронза                                         | Всего                                          | Место                                          |
| ------------------- | ---------------------------------------------- | ---------------------------------------------- | ---------------------------------------------- | ---------------------------------------------- | ---------------------------------------------- | ---------------------------------------------- |
| 1996 Атланта        | 7                                              | 1                                              | 0                                              | 0                                              | 1                                              | 49                                             |
| 2000 Сидней         | 6                                              | 0                                              | 0                                              | 0                                              | 0                                              | –                                              |
| 2004 Афины          | 7                                              | 0                                              | 0                                              | 0                                              | 0                                              | –                                              |
| 2008 Пекин          | 3                                              | 0                                              | 0                                              | 0                                              | 0                                              | –                                              |
| 2012 Лондон         | 6                                              | 0                                              | 0                                              | 0                                              | 0                                              | –                                              |
| 2016 Рио-де-Жанейро | 9                                              | 0                                              | 1                                              | 0                                              | 1                                              | 69                                             |
| 2020 Токио          | 6                                              | 0                                              | 0                                              | 0                                              | 0                                              | –                                              |
| 2024 Франция        | на данный момент нет подтвержденных участников | на данный момент нет подтвержденных участников | на данный момент нет подтвержденных участников | на данный момент нет подтвержденных участников | на данный момент нет подтвержденных участников | на данный момент нет подтвержденных участников |
| Итого               | Итого                                          | 1                                              | 1                                              | 0                                              | 2                                              |                                                |

### Медалисты
| Медаль  | Спортсмен          | Игры                | Вид спорта      | Дисциплина          |
| ------- | ------------------ | ------------------- | --------------- | ------------------- |
| Золото  | Венусте Нийонгабо  | 1996 Атланта        | Лёгкая атлетика | 5000 м, мужчины     |
| Серебро | Франсина Нийонсаба | 2016 Рио-де-Жанейро | Лёгкая атлетика | 800 метров, женщины |

## См.также
- Список знаменосцев Бурунди на Олимпийских играх
- Бурунди на Паралимпийских играх
- Бурунди на Универсиадах
- Бурунди на юношеских Олимпийских играх
- Бурунди на Африканских играх